# Symetria płaszczyznowa

Obraz walca w symetrii płaszczyznowej względem płaszczyzny

Symetria płaszczyznowa względem płaszczyzny {\displaystyle P} – odwzorowanie geometryczne przestrzeni przyporządkowujące każdemu punktowi {\displaystyle A} tej przestrzeni punkt {\displaystyle A'} taki, że punkty {\displaystyle A} i {\displaystyle A'} leżą na prostej prostopadłej do {\displaystyle P,} w równych odległościach od płaszczyzny {\displaystyle P} i po jej przeciwnych stronach.
Punktami stałymi symetrii płaszczyznowej są punkty płaszczyzny {\displaystyle P} i tylko one.
Jeśli figura geometryczna {\displaystyle F} jest swoim własnym obrazem w symetrii płaszczyznowej o płaszczyźnie {\displaystyle P,} to {\displaystyle P} nazywamy płaszczyzną symetrii figury {\displaystyle F}.
Figury posiadające płaszczyznę symetrii nazywamy płaszczyznowo symetrycznymi.
Dla dowolnej izometrii przestrzeni istnieją jedna, dwie, trzy lub cztery symetrie płaszczyznowe, z których można złożyć tę izometrię. Inaczej mówiąc symetrie płaszczyznowe są zbiorem generatorów grupy izometrii przestrzeni.
Symetrię płaszczyznową względem płaszczyzny {\displaystyle x0y} punktu {\displaystyle P=(x,y,z)} można opisać wzorem analitycznym:
{\displaystyle {\begin{cases}x'=x\\[2pt]y'=y\\z'=-z\end{cases}}.}